# Кривцов, Алексей Николаевич
Алексей Николаевич Кривцов (1852 — 1929) — русский судебный деятель, сенатор, первоприсутствующий в Особом присутствии Сената для суждения дел о государственных преступлениях.

## Биография
Происходил из старинного дворянского рода Тульской губернии. Сын Николая Николаевича Кривцова и жены его Аграфены Алексеевны.
В 1873 году окончил Императорское училище правоведения и поступил на службу в Министерство юстиции кандидатом на судебные должности при Тульском окружном суде. Затем занимал должность судебного следователя по Каширскому уезду.
В 1876 году назначен был товарищем прокурора Смоленского окружного суда, вскоре перешел на ту же должность в Москву, а затем последовательно занимал должности члена Таганрогского и Московского окружных судов. В 1898 году был назначен товарищем председателя Харьковского окружного суда, в 1902 году — председателем Новочеркасского окружного суда, в 1906 году — председателем департамента Киевской судебной палаты, а в конце того же года — старшим председателем Казанской судебной палаты.
Кроме того, избирался гласным Крапивенского уездного и Тульского губернского земских собраний и, более 35 лет, почетным мировым судьей по Крапивенскому уезду. Был коннозаводчиком, состоял членом Императорского Московского общества любителей конского бега.
1 января 1908 года назначен сенатором, с производством в тайные советники. С 1910 года присутствовал в Уголовном кассационном департаменте Сената. В 1911 году назначен первоприсутствующим в Особом присутствии Сената для суждения дел о государственных преступлениях, с оставлением присутствующим в Уголовном кассационном департаменте. В 1912 году председательствовал на судебном процессе по делу армянской националистической партии Дашнакцутюн. В годы Первой мировой войны состоял председателем чрезвычайной следственной комиссии о нарушениях австро-германскими войсками международной конвенции Красного Креста и о совершенных ими зверствах.
18 марта 1917 года уволен от службы по болезни, согласно прошению.

## Семья
Был женат на вдове коллежского советника Екатерине Марковне Золотарёвой, рожденной Маршан. Их дочери:
- Наталия (1882—?), в замужестве Гаяринова.
- Ефросинья (1884—?)

## Награды
- Орден Святого Станислава 1-й ст. (1905)
- Орден Святой Анны 1-й ст. (1910)
- Орден Святого Владимира 2-й ст. (1913)